# Mieszkowo (województwo zachodniopomorskie)
Mieszkowo – osada sołecka w Polsce, położona w województwie zachodniopomorskim, w powiecie goleniowskim, w gminie Maszewo.
W latach 1975–1998 miejscowość administracyjnie należała do województwa szczecińskiego.